# شباب اليسار القومي
شباب اليسار القومي هو جناح الشباب من الحزب الاشتراكي لمايوركا (بالكتالونية: حزب الاشتراكيين دي مايوركا) وهو حزب سياسي قومي في جزر البليار. تأسس في عام 1987 ويعرف نفسه على أنه منظمة مستقلة واشتراكية وبيئية ونسوية.
في 22 يونيو 2010 احتفلت بمؤتمره العاشر في الإنكا، حيث تم انتخاب لويس أبيستيغيا أمينًا عامًا. أعيد انتخابه في المؤتمر الحادي عشر الذي تم الاحتفال به في 14 أبريل 2012 في بالما دي مايوركا. وهي عضو في الاتحاد الأوروبي الحر للشباب منذ أبريل 2007 عندما تم قبولها كعضو كامل.
يرأس اللجنة التنفيذية فرعها التنفيذي الذي يتألف من عشرة أعضاء منتخبين في مؤتمر الحزب لمدة عامين مع عدد إضافي من الأعضاء يمثلون الفروع المحلية. تم انتخاب اللجنة التنفيذية الحالية في 14 أبريل 2012 في المؤتمر الحادي عشر في بالما.